# Calponia harrisonfordi
Calponia harrisonfordi är en spindelart som beskrevs av Norman I. Platnick 1993. Calponia harrisonfordi ingår i släktet Calponia och familjen Caponiidae. Inga underarter finns listade.